# Gorgonidia buckleyi
Gorgonidia buckleyi är en fjärilsart som beskrevs av Druce 1883. Gorgonidia buckleyi ingår i släktet Gorgonidia och familjen björnspinnare. Inga underarter finns listade i Catalogue of Life.